# Prince du Saïd

Étendard Royal du prince du Saïd.

Prince du Saïd (arabe : أمير الصعيد Amīr as-Ṣaʻīd [ʔæˈmːiɾ ɑs.sˤɑˈʕiːd] ) est le titre utilisé par l'héritier présomptif du trône égyptien jusqu'à l'abolition de la monarchie après la révolution égyptienne de 1952. Ce titre peut se traduire par Prince de Haute-Égypte. Il n'a été porté que deux fois, pour moins de 5 ans au total.

## Contexte
Le titre de prince du Saïd a été utilisé pour la première fois par Farouk, le fils et l'héritier du roi Fouad Ier, qui a été officiellement nommé Prince du Saïd le 12 décembre 1933. Farouk a détenu ce titre jusqu'à ce qu'il succède sur le trône à son père, mort le 28 avril 1936.
Le titre n'était donné qu'aux héritiers désignés. Le successeur de Farouk en tant qu'héritier, Mohammed Ali Tewfik, ne l'a pas reçu car il était seulement l'héritier présomptif. La deuxième personne à avoir porté le titre fut le premier et unique fils de Farouk, Ahmed Fouad. Il reçut le titre immédiatement à sa naissance le 16 janvier 1952, en tant qu'héritier désigné de son père Farouk. Cependant, il ne l'a détenu que brièvement, car il a accédé au trône en tant que Fouad II à la suite de l'abdication forcée de son père le 26 juillet 1952.
Le titre n'est plus utilisé depuis, la monarchie égyptienne ayant a été abolie le 18 juin 1953. Le fils aîné de Fouad II, Mohamed Ali (né le 5 février 1979) est aussi nommé prince du Saïd, mais comme la monarchie n'existe plus en Égypte, ce titre n'a plus de valeur juridique, il s'agit d'un titre de courtoisie.